# Kočno pri Polskavi
Kočno pri Polskavi este o localitate din comuna Slovenska Bistrica, Slovenia, cu o populație de 88 de locuitori.